# Осоковые (триба)
Осо́ковые (лат. Cariceae) — триба однодольных растений подсемейства Сытевые (Cyperoideae) семейства Осоковые (Cyperaceae).
Трибу составляют 5 родов:
- Carex L. typus — Осока
- Cymophyllus Mack. ex Britton & A.Br. — некоторыми систематиками все виды этого рода относятся в род Осока.
- Kobresia Willd. — Кобрезия
- Schoenoxiphium Nees — Схеноксифиум
- Uncinia Pers. — Унциния